# Sternidius crassulus
Sternidius crassulus är en skalbaggsart som beskrevs av Leconte 1873. Sternidius crassulus ingår i släktet Sternidius och familjen långhorningar. Inga underarter finns listade i Catalogue of Life.